# Міжзоряна комета

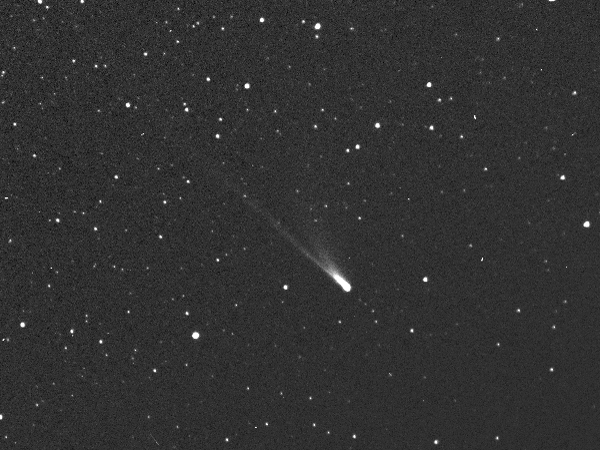
Комета 96P/Machholz — можливо, одна з міжзоряних комет

Міжзо́ряні коме́ти — комети, що існують у міжзоряному середовищі, не пов'язані силою тяжіння з якимись зорями.

## Загальне визначення
Міжзоряна комета може бути виявлена, якщо вона проходить через Сонячну систему поблизу Сонця, або якщо вона відокремилася від хмари Оорта й почала рухатися по сильно витягнутій гіперболічній орбіті, втрачаючи гравітаційний зв'язок із Сонцем. Комети зі слабкими гіперболічними траєкторіями спостерігалися, але їх траєкторії свідчать, що вони були викинуті з хмари Оорта, тобто утворилися в нашій Сонячній системі, а не в системі іншої зорі чи в міжзоряному середовищі[джерело?].

## Історія відкриття
Гіпотезу про існування міжзоряних комет висловив американський дослідник Джон Є. Мак в 1975 році.
На початку XXI сторіччя їх існування вже не ставилося під сумнів фахівцями, хоча станом на 2010 рік не було виявлено жодної комети зі швидкістю руху, що перевищує швидкість утікання від Сонця.

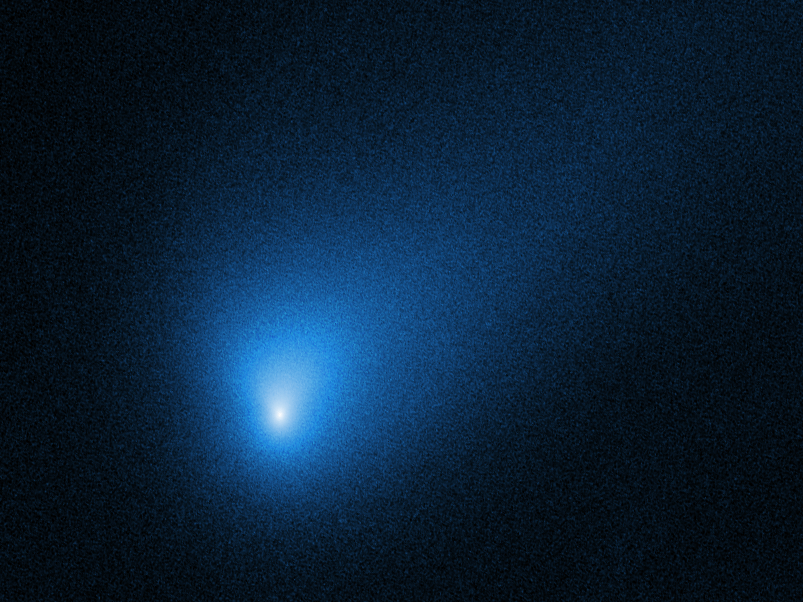
Комета 2І/Борисова, знімок зроблено телескопом імені Габбла

Відкриття першої міжзоряної комети — 2I/Борисова —, було підтверджено 2019 року.

## Фізичні характеристики
Сучасні моделі утворення хмари Оорта показують, що більшість комет викидалися з неї в міжзоряний простір і тільки мала частина залишалася в хмарі. Розрахунки показують, що кількість викинутих із хмари комет в 3−100 разів більше, ніж тих що в ньому залишилися. За іншими моделями кількість викинутих комет становить 90-99% всіх утворених там комет. І немає ніяких підстав вважати, що в інших зоряних системах утворення комет відбувається якимось іншим шляхом, що виключає подібне розсіювання.
Міжзоряні комети мають час від часу проходити через внутрішню частину Сонячної системи. Вважалося, що вони мають підходити до Сонячної системи з різними швидкостями з області сузір'я Геркулеса, оскільки Сонячна система рухається саме в цьому напрямку.
У рідкісних випадках міжзоряні комети можуть бути захоплені при проходженні через Сонячну систему і переведені тяжінням Сонця на геліоцентричну орбіту. Комп'ютерне моделювання показує, що Юпітер — єдина планета, яка досить масивна для того, щоб захопити таку комету і перевести її на навколосонячну орбіту, але подібне захоплення можливе тільки раз на 60 мільйонів років. Прикладом такої комети, можливо, є комета 96P/Махгольца, яка має дуже незвичайний хімічний склад, схожий зі складом міжзоряного середовища, з якого вона і могла утворитися.
Імовірно щільність комет не може перевищувати 1013 комет на кубічний парсек.

## Приклади міжзоряних комет
- 2I/Борисова, раніше відома як C/2019 Q4 (Борисова) — перша підтверджена міжзоряна комета.
- 96P/Махгольца — імовірно, міжзоряна комета, захоплена Сонцем.